# Tanjung Bali
Tanjung Bali is een bestuurslaag in het regentschap Musi Banyuasin van de provincie Zuid-Sumatra, Indonesië. Tanjung Bali telt 589 inwoners (volkstelling 2010).